# Климковцы (Хмельницкий район)
Климковцы (укр. Климківці) — село в Хмельницком районе Хмельницкой области Украины.
Население по переписи 2001 года составляло 278 человек. Почтовый индекс — 31334. Телефонный код — 382. Занимает площадь 0,85 км². Код КОАТУУ — 6825081202.

## Местный совет
31334, Хмельницкая обл., Хмельницкий р-н, с. Водички, ул. Ленина, 4